# XXX-トリプルX
『XXX-トリプルX』（原題：XXX）は、アメリカ合衆国のロック・バンド、ZZトップが1999年に発表した13作目のアルバム。スタジオ録音の新曲が中心だが、ライブ音源も収録されている。

## 解説
ZZトップのアルバムとしては初めてビル・ハムの名前がプロデューサーのクレジットに記載されず、ビリー・ギボンズがプロデュースした。
「イントロダクション・バイ・ロス・ミッチェル」以降の曲はライブ録音で、「（レット・ミー・ビー・ユア）テディ・ベア」はエルヴィス・プレスリーが1957年にヒットさせた曲のカヴァー。「ヘイ・ミスター・ミリオネア」にはジェフ・ベックが参加しているが、ギターは弾いておらずボーカルを披露した。
セールス的には大きな成功を収められず、アメリカのBillboard 200では100位に終わった。収録曲のうち「フィアレス・ブギー」は『ビルボード』のメインストリーム・ロック・チャートで13位、「36-22-36」は31位に達した。

## 収録曲
特記なき楽曲はビリー・ギボンズ、ダスティ・ヒル、フランク・ベアードの共作。9.は日本盤ボーナス・トラック。
1. ポーク・チョップ・サンドウィッチ "Poke Chop Sandwich" – 4:50
2. クルシフィックス・ア・フラット "Crucifixx-A-Flatt" – 3:58
3. フィアレス・ブギー "Fearless Boogie" – 3:59
4. 36-22-36 "36-22-36" – 2:35
5. メイド・イントゥ・ア・ムーヴィー "Made into a Movie" – 5:13
6. ビートボックス "Beatbox" – 2:48
7. トリッピン "Trippin'" – 3:55
8. ドレッドモンブーガルー "Dreadmonboogaloo" – 2:36
9. ニンジャ・シャック "Ninja Shack" – 5:00
10. イントロダクション・バイ・ロス・ミッチェル "Live Intro by Ross Mitchell" – 0:35
11. シンプッシャー "Sinpusher" – 5:11
12. （レット・ミー・ビー・ユア）テディ・ベア "(Let Me Be Your) Teddy Bear" (Bernie Lowe, Kal Mann) – 5:13
13. ヘイ・ミスター・ミリオネア "Hey Mr. Millionare" – 4:08
14. ベルト・バックル "Belt Buckle" – 4:05

## 参加ミュージシャン
- ビリー・ギボンズ - ボーカル、 ギター
- ダスティ・ヒル - ボーカル、ベース、キーボード
- フランク・ベアード - ドラムス、パーカッション

アディショナル・ミュージシャン
- ジェフ・ベック - ボーカル(on "Hey Mr. Millionare")